# Cung Thân vương

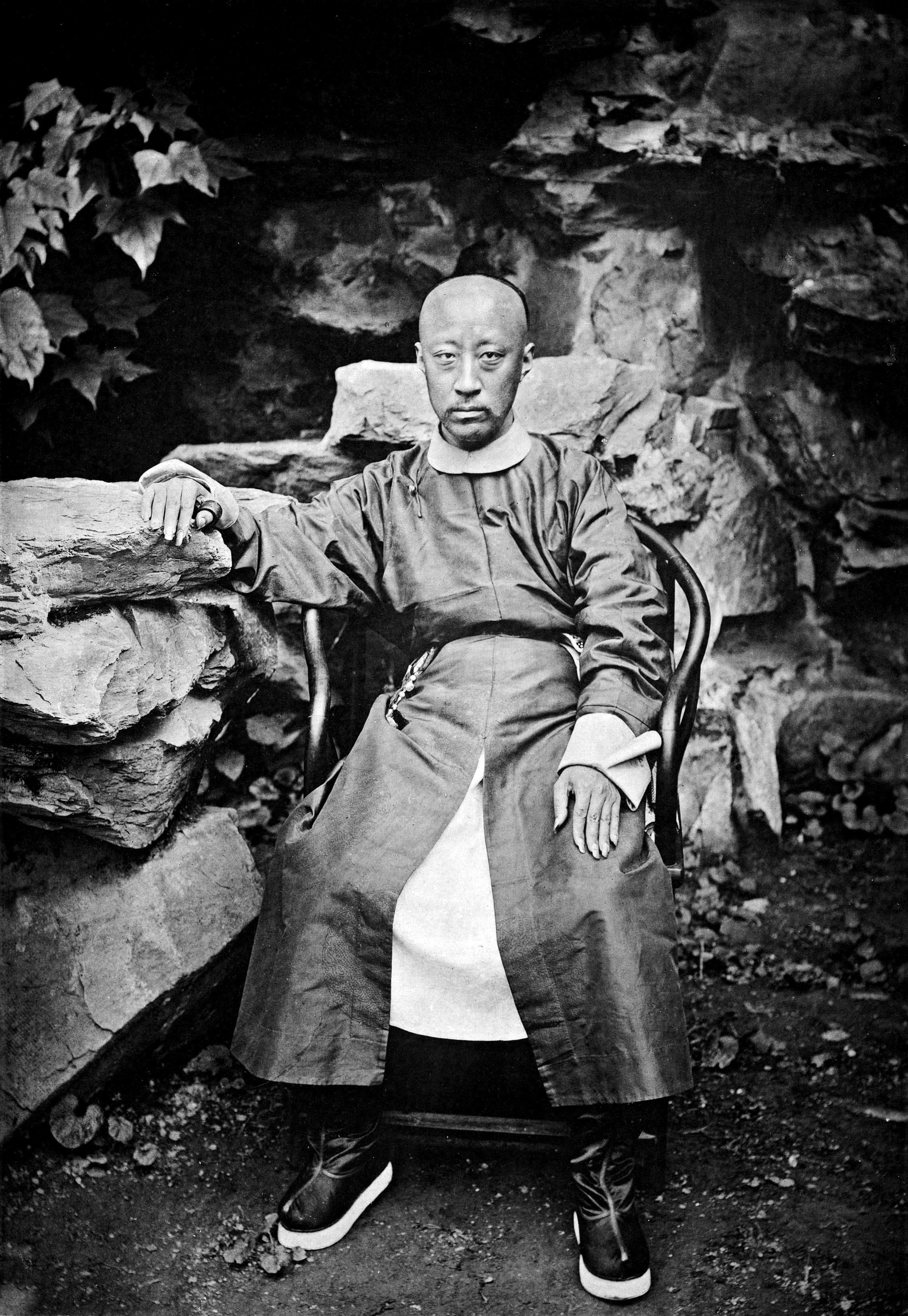
Dịch Hân - Vị Cung Thân vương đầu tiên là Thiết mạo tử vương.

Hòa Thạc Cung Thân vương (tiếng Trung: 和碩恭親王, tiếng Mãn: ᡥᠣᡧᠣᡳ
ᡤᡠᠩᠨᡝᠴᡠᡴᡝ
 ᠴᡳᠨ ᠸᠠᠩ, Möllendorff: Hošoi gungnecuke cin wang, Abkai: Hoxoi gungnequke qin wang) là một tước vị Thân vương truyền đời của nhà Thanh trong lịch sử Trung Quốc.

## Khái quát
Tước vị Cung Thân vương lần đầu tiên được phong hiệu vào năm Khang Hi thứ 10 (1671), phong cho Hoàng tử thứ năm của Thuận Trị là Thường Ninh. Ông từng được phong chức An Bắc Đại tướng quân, thành viên Nghị chính Vương Đại thần. Tuy nhiên sau khi ông qua đời năm 1703, ông không được triều đình ban thụy, con cháu không có quyền thế tập tước vị, mà chỉ được giáng đẳng thừa tập trong 10 đời.
Năm Đạo Quang thứ 30 (1850), theo di chiếu của Đạo Quang Đế, Hoàng tử thứ 6 là Dịch Hân được phong cho tước hiệu Cung Thân vương. Sau chính biến Tân Dậu, ông được Lưỡng cung Thái hậu ban cho đặc ân tước vị được thế tập truyền đời, trở thành Thiết mạo tử vương. Khi ấy, Cung vương phủ được xếp vào Tương Lam kỳ, địa vị ngang hàng với Khánh vương phủ, chỉ dưới Kỳ chủ là Trịnh vương phủ. Tuy nhiên, Vương vị chỉ truyền được 3 đời thì nhà Thanh sụp đổ.

### Ý nghĩa phong hiệu
Phong hiệu ["Cung"] của Thường Ninh và Dịch Hân, Mãn văn là 「gungnecuke」, ý là "Cung kính".

## Cung Thân vương (Thường Ninh)

### Chi hệ
Thường Ninh có tất cả 6 con trai, trong đó đích trưởng tử lại mất sớm. Tuy nhiên, người được tập tước là con trai thứ 3 Hải Thiện mà không phải người con thứ 2 Mãn Đô Hỗ dù cả hai đều là thứ xuất, nhiều tin đồn cho rằng lý do là Mãn Đô Hỗ không hiếu thuận, vì vậy Khang Hi Đế cho Hải Thiện tập tước. Về sau Hải Thiện bị hoạch tội, đại tông lại do Mãn Đô Hỗ thừa kế. Mãn Đô Hỗ có tất cả 7 con trai, nhưng tất cả đều mất sớm, vì vậy sau khi Mãn Đô Hỗ qua đời, lại do hậu duệ của Hải Thiện thừa kế Đại tông.
Về sau, con trai thứ năm Trác Thái và con trai thứ sáu Văn Thù Bảo của Thường Ninh đều tuyệt tự, vì vậy hậu duệ của Thường Ninh kéo dài chỉ có 2 chi là Đại tông của Hải Thiện và Tiểu tông Phụ quốc Tướng quân Đối Thanh Ngạch - con trai thứ tư của Thường Ninh. Trong đó hậu duệ của Hải Thiện là phồn thịnh hơn cả.

### Kỳ tịch
Lão Cung vương phủ được phân vào Chính Lam kỳ, thuộc vào Viễn chi Tông thất Chính Lam ky Đệ lục tộc, độc chiếm một mình một tộc.

### Địa vị
Ung Chính Đế từng nhắc đến Thường Ninh: "Trẫm thúc Cung Thân vương Thường Ninh, năm xưa được Hoảng khảo hữu hữu ái thâm ân, không biết cảm kích đền đáp, luôn lười biếng, nhàn rỗi cả đời, điều này mọi người đều biết". Vì vậy thái độ đối xử của cả Khang Hi Đế lẫn Ung Chính Đế đối với Cung vương phủ đều không đặc biệt tốt. Thái độ của Khang Hi Đế đối với anh trai là Phúc Toàn hơn xa đối với Thường Ninh, vì vậy Thường Ninh cũng không được truy thụy. Đến thời Ung Chính, qua những chỉ dụ lần lượt chỉ trích hậu duệ Cung vương phủ có thể thấy được rõ ràng.
Tuy nhiên đến thời Thanh trung hậu kỳ, Tiểu tông của Lão Cung vương phủ lại xuất hiện mấy cái Khoa cử Thế gia, xuất ra 10 vị Tiến sĩ, 7 Thượng Thư, được truy thụy cũng có 3-4 người.

### Danh sĩ

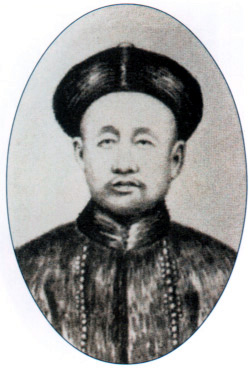
Chân dung Thọ Kỳ

Tung Sâm (嵩森, tiếng Mãn: ᠰᡠᠩᠰᡝᠨ, chuyển tả: Sungsen) là tằng tôn của Tồn Thành (存诚) - con trai thứ 9 của Long Ải (隆霭) - trưởng tử của Hải Thiện, đỗ Tiễn sĩ vào năm Đồng Trị thứ 4 (1865), làm quan đến Lý phiên viện Thượng thư. Con trai ông là Thọ Kỳ (寿耆, tiếng Mãn: ᡧᡝᠣᡶᡠ, Möllendorff: Šeofu, Abkai: Xeufu), tự Tử Niên (子年), hiệu Chi Nham (芝巌), là Tiến sĩ năm Quang Tự thứ 6 (1880), nhiều lần đảm nhiệm Lại bộ Hữu Thị lang, làm quan đến Lý phiên viện Thượng thư, Kinh Châu Tướng quân. Đây là cha con đều là Tiến sĩ, hơn nữa còn là cha con đều là Thượng thư.
Khánh Kỳ (庆祺), tự Vân Thảng (云舫), là cháu nội của Tinh Minh (精明) - con trai thứ 10 của Long Ải, đỗ Tiến sĩ vào năm Đạo Quang thứ 12 (1832), nhiều lần đảm nhiệm Binh bộ Thị lang, Thịnh Kinh Tướng quân, Trực Lệ Tổng đốc, sau khi qua đời được truy thụy "Cung Túc" (恭肃). Con trai Khánh Kỳ là Duyên Hú (延煦), tự Thụ Nam (树南), là Tiến sĩ năm Hàm Phong thứ 6 (1856), nhiều lần đảm nhiệm Nội các Đại học sĩ, Hộ bộ Thị lang, Tả đô Ngự sử, Lễ bộ Thượng thư. Con trai của Duyên Hú là Hội Chưởng (会章), tự Đông Kiều (东乔), là Tiến sĩ năm Quang Tự thứ 3 (1877), nhiều lần đảm nhiệm Nội các Học sĩ, Lý phiên viện Thị lang, Phó Đô thống. Đây là một nhà 3 đời đều là Tiến sĩ, còn làm chức quan cao.
Vụ Bổn (務本) là con trai thứ hai của Tấn Long, đậu Tiến sĩ vào năm Đạo Quang thứ 6 (1826). Con trai ông là Linh Quế (灵桂), là Tiến sĩ năm Đạo Quang thứ 18 (1838), nhiều lần đảm nhiệm Tả đô Ngự sử, Lý phiên viện Thượng thư, cuối cùng lên đến Võ Anh điện Đại học sĩ, sau khi qua đời được nhập tự Hiền Lương từ, truy thụy "Văn Cung" (文恭). Đây không chỉ là một nhà Tiến sĩ mà còn là gia đình Đại học sĩ.

### Thứ tự tập tước
1. Cung Thân vương Thường Ninh (常寧)
1657 - 1671 - 1703
2. Hi Mẫn Bối lặc Hải Thiện (海善)
1676 - 1703 - 1712 - 1743
3. Phụng ân Trấn quốc công Mãn Đô Hỗ (滿都護)
1674 - 1712 - 1731
4. Bối lặc Phỉ Tô (斐蘇)
1715 - 1731 - 1763
5. Bối tử Minh Thiều (明韶)
1742 - 1763 - 1787
6. Phụng ân Phụ quốc công Tấn Xương (晋昌)
1759 - 1788 - 1803 - 1817 - 1828
7. Dĩ cách Phụng ân Phụ quốc công Tấn Long (晋隆)
1761 - 1803 - 1817 - 1819
8. Bất nhập Bát phân Trấn quốc công Tường Lâm (祥林)
1791 - 1828 - 1834 - 1848
9. Bất nhập Bát phân Trấn quốc công Thừa Hi (承熙)
1832 - 1834 - 1891
10. Bất nhập Bát phân Trấn quốc công Sùng Lược (崇略)
1850 - 1891 - 1894
11. Bất nhập Bát phân Trấn quốc công Đức Ấm (德蔭)
1868 - 1894 - 1895
12. Bất nhập Bát phân Trấn quốc công Đức Mậu (德茂)
1882 - 1895 - ?

#### Vĩnh Thụ chi hệ
- 1685 - 1686:  Tam đẳng Phụ quốc Tướng quân Vĩnh Thụ (永綬) - con trai trưởng của Thường Ninh. Vô tự.

#### Hải Thiện chi hệ
- 1695 - 1703, 1732 - 1743: Hy Mẫn Bối lặc Hải Thiện (海善) - con trai thứ ba của Thường Ninh. Sơ phong Phụng ân Tướng quân (奉恩將軍), năm 1703 thăng Bối lặc (貝勒), năm 1732 phục phong Bối lặc.

#### Đối Thanh Ngạch chi hệ
- 1700 - 1740: Tam đẳng Phụ quốc Tướng quân Đối Thanh Ngạch (對清額) - con trai thứ tư của Thường Ninh. Năm 1740 thoái tước.
- 1740 - 1744: Phụng quốc Tướng quân Ái Long A (愛隆阿) - con trai thứ tư của Đối Thanh Ngạch.
- 1744 - 1745: Phụng ân Tướng quân An Sở Hàng A (安楚杭阿) - con trai thứ ba của Ái Long A. Vô tự.

##### Phúc Cách chi hệ
- 1757 - 1777: Phụng ân Tướng quân Phúc Cách (福格) - con trai thứ tám của Đối Thanh Ngạch. Vô tự.

##### Kỳ Thần chi hệ
- 1757 - 1807: Dĩ cách Tam đẳng Phụng quốc Tướng quân Kỳ Thần (奇臣) - con trai thứ chín của Đối Thanh Ngạch. Năm 1807 bị cách tước.

#### Trác Thái chi hệ
- 1702 - 1705: Tam đẳng Phụ quốc Tướng quân Trác Thái (卓泰) - con trai thứ năm của Thường Ninh. Vô tự.

#### Minh Cung chi hệ
- 1765 - 1796: Nhị đẳng Phụ quốc Tướng quân Minh Cung (明恭) - con trai thứ năm của Phỉ Tô.
- 1797 - 1817: Tam đẳng Phụng quốc Tướng quân Gia Bồi (嘉培) - con trai thứ hai của Minh Cung.
- 1818 - 1836: Phụng ân Tướng quân Liên Hy (連喜) - con trai thứ hai của Gia Bồi. Năm 1836 bị cách tước.

#### Minh Bội chi hệ
- 1765 - 1825: Nhị đẳng Phụ quốc Tướng quân Minh Bội (明佩) - con trai thứ sáu của Phỉ Tô.
- 1825 - 1845: Phụng quốc Tướng quân Khánh Lâm (慶琳) - con trai trưởng của Thuần Hỗ (純嘏) - con trai trưởng của Minh Bội.
- 1845 - 1857: Phụng ân Tướng quân Linh Thụy (靈瑞) - con trai thứ hai của Khánh Lâm. Vô tự.

#### Minh Toản chi hệ
- 1775 - 1794: Phụng ân Tướng quân Minh Toản (明纘) - con trai thứ mười của Phỉ Tô.
- 1795 - 1847: Phụng ân Tướng quân Nghi Quý (宜貴) - con trai trưởng của Minh Toản.
- 1848 - 1857: Phụng ân Tướng quân Quan Thụy (官瑞) - con trai trưởng của Nghi Quý.

#### Minh Cai chi hệ
- 1775 - 1792: Phụng ân Tướng quân Minh Cai (明該) - con trai thứ mười một của Phỉ Tô. Năm 1792 thoái tước.
- 1794 - 1810: Phụng ân Tướng quân Ngọc Hiển (玉顯) - con trai trưởng của Minh Cai. Vô tự.

#### Minh Phạm chi hệ
- 1784 - 1815: Phụng ân Tướng quân Minh Phạm (明範) - con trai thứ mười hai của Phỉ Tô.

#### Minh Côn chi hệ
- 1784 - 1813: Phụng ân Tướng quân Minh Côn (明昆) - con trai thứ mười bốn của Phỉ Tô. Năm 1813 thoái tước.
- 1814 - 1844: Phụng ân Tướng quân Hằng Xuân (恆春) - con trai thứ hai của Minh Côn.
- 1844 - 1883: Phụng ân Tướng quân Vinh Tú (榮秀) - con trai trưởng của Hằng Xuân.

#### Tấn Xương chi hệ
- 1775 - 1788: Phụ quốc Tướng quân Tấn Xương (晉昌) - con trai trưởng của Minh Thiều. Năm 1788 tập tước Phụng ân Trấn quốc công (奉恩鎮國公).

#### Tấn Long chi hệ
- 1784 - 1803: Nhất đẳng Phụ quốc Tướng quân Tấn Long (晉隆) - con trai thứ hai của Minh Thiều. Năm 1803 tập tước Phụng ân Phụ quốc công (奉恩輔國公).

#### Ngọc Thể chi hệ
- 1805 - 1833: Tam đẳng Phụ quốc Tướng quân Ngọc Thể (玉彩) - con trai trưởng của Tấn Long. Năm 1833 thoái tước.

## Phả hệ Cung Thân vương (Thường Ninh)
|  |  |  |  |  |  |  |  |  |  |                                                                                  |                                                                                  |                                                                                  |                                                                                  |                                                                                  |                                                                                  | Cung Thân vương Thường Ninh 1657 - 1671 - 1703                       |  |  |  |  |  |                                                                   |                                                                   |                                                                   |                                                                   |                                                                   |                                                                   |  |  |  |  |  |  |  |  |  |  |  |  |  |  |  |  |
|  |  |  |  |  |  |  |  |  |  |                                                                                  |                                                                                  |                                                                                  |                                                                                  |                                                                                  |                                                                                  |                                                                      |  |  |  |  |  |                                                                   |                                                                   |                                                                   |                                                                   |                                                                   |                                                                   |  |  |  |  |  |  |  |  |  |  |  |  |  |  |  |  |
|  |  |  |  |  |  |  |  |  |  |                                                                                  |                                                                                  |                                                                                  |                                                                                  |                                                                                  |                                                                                  |                                                                      |  |  |  |  |  |                                                                   |                                                                   |                                                                   |                                                                   |                                                                   |                                                                   |  |  |  |  |  |  |  |  |  |  |  |  |  |  |  |  |
|  |  |  |  |  |  |  |  |  |  | Phụng ân Trấn quốc công Mãn Đô Hỗ 1674 - 1712 - 1731                             | Phụng ân Trấn quốc công Mãn Đô Hỗ 1674 - 1712 - 1731                             | Phụng ân Trấn quốc công Mãn Đô Hỗ 1674 - 1712 - 1731                             | Phụng ân Trấn quốc công Mãn Đô Hỗ 1674 - 1712 - 1731                             | Phụng ân Trấn quốc công Mãn Đô Hỗ 1674 - 1712 - 1731                             | Phụng ân Trấn quốc công Mãn Đô Hỗ 1674 - 1712 - 1731                             |                                                                      |  |  |  |  |  | Dĩ cách Bối lặc Hải Thiện 1676 - 1703 - 1712 - 1743               | Dĩ cách Bối lặc Hải Thiện 1676 - 1703 - 1712 - 1743               | Dĩ cách Bối lặc Hải Thiện 1676 - 1703 - 1712 - 1743               | Dĩ cách Bối lặc Hải Thiện 1676 - 1703 - 1712 - 1743               | Dĩ cách Bối lặc Hải Thiện 1676 - 1703 - 1712 - 1743               | Dĩ cách Bối lặc Hải Thiện 1676 - 1703 - 1712 - 1743               |  |  |  |  |  |  |  |  |  |  |  |  |  |  |  |  |
|  |  |  |  |  |  |  |  |  |  | Phụng ân Trấn quốc công Mãn Đô Hỗ 1674 - 1712 - 1731                             | Phụng ân Trấn quốc công Mãn Đô Hỗ 1674 - 1712 - 1731                             | Phụng ân Trấn quốc công Mãn Đô Hỗ 1674 - 1712 - 1731                             | Phụng ân Trấn quốc công Mãn Đô Hỗ 1674 - 1712 - 1731                             | Phụng ân Trấn quốc công Mãn Đô Hỗ 1674 - 1712 - 1731                             | Phụng ân Trấn quốc công Mãn Đô Hỗ 1674 - 1712 - 1731                             |                                                                      |  |  |  |  |  | Dĩ cách Bối lặc Hải Thiện 1676 - 1703 - 1712 - 1743               | Dĩ cách Bối lặc Hải Thiện 1676 - 1703 - 1712 - 1743               | Dĩ cách Bối lặc Hải Thiện 1676 - 1703 - 1712 - 1743               | Dĩ cách Bối lặc Hải Thiện 1676 - 1703 - 1712 - 1743               | Dĩ cách Bối lặc Hải Thiện 1676 - 1703 - 1712 - 1743               | Dĩ cách Bối lặc Hải Thiện 1676 - 1703 - 1712 - 1743               |  |  |  |  |  |  |  |  |  |  |  |  |  |  |  |  |
|  |  |  |  |  |  |  |  |  |  |                                                                                  |                                                                                  |                                                                                  |                                                                                  |                                                                                  |                                                                                  |                                                                      |  |  |  |  |  |                                                                   |                                                                   |                                                                   |                                                                   |                                                                   |                                                                   |  |  |  |  |  |  |  |  |  |  |  |  |  |  |  |  |
|  |  |  |  |  |  |  |  |  |  |                                                                                  |                                                                                  |                                                                                  |                                                                                  |                                                                                  |                                                                                  | Lộc Mục Bố 1700 - 1729                                               |  |  |  |  |  |                                                                   |                                                                   |                                                                   |                                                                   |                                                                   |                                                                   |  |  |  |  |  |  |  |  |  |  |  |  |  |  |  |  |
|  |  |  |  |  |  |  |  |  |  |                                                                                  |                                                                                  |                                                                                  |                                                                                  |                                                                                  |                                                                                  |                                                                      |  |  |  |  |  |                                                                   |                                                                   |                                                                   |                                                                   |                                                                   |                                                                   |  |  |  |  |  |  |  |  |  |  |  |  |  |  |  |  |
|  |  |  |  |  |  |  |  |  |  |                                                                                  |                                                                                  |                                                                                  |                                                                                  |                                                                                  |                                                                                  | Bối lặc Phỉ Tô 1715 - 1731 - 1763                                    |  |  |  |  |  |                                                                   |                                                                   |                                                                   |                                                                   |                                                                   |                                                                   |  |  |  |  |  |  |  |  |  |  |  |  |  |  |  |  |
|  |  |  |  |  |  |  |  |  |  |                                                                                  |                                                                                  |                                                                                  |                                                                                  |                                                                                  |                                                                                  |                                                                      |  |  |  |  |  |                                                                   |                                                                   |                                                                   |                                                                   |                                                                   |                                                                   |  |  |  |  |  |  |  |  |  |  |  |  |  |  |  |  |
|  |  |  |  |  |  |  |  |  |  |                                                                                  |                                                                                  |                                                                                  |                                                                                  |                                                                                  |                                                                                  | Bối tử Minh Thiều 1742 - 1763 - 1787                                 |  |  |  |  |  |                                                                   |                                                                   |                                                                   |                                                                   |                                                                   |                                                                   |  |  |  |  |  |  |  |  |  |  |  |  |  |  |  |  |
|  |  |  |  |  |  |  |  |  |  |                                                                                  |                                                                                  |                                                                                  |                                                                                  |                                                                                  |                                                                                  |                                                                      |  |  |  |  |  |                                                                   |                                                                   |                                                                   |                                                                   |                                                                   |                                                                   |  |  |  |  |  |  |  |  |  |  |  |  |  |  |  |  |
|  |  |  |  |  |  |  |  |  |  |                                                                                  |                                                                                  |                                                                                  |                                                                                  |                                                                                  |                                                                                  |                                                                      |  |  |  |  |  |                                                                   |                                                                   |                                                                   |                                                                   |                                                                   |                                                                   |  |  |  |  |  |  |  |  |  |  |  |  |  |  |  |  |
|  |  |  |  |  |  |  |  |  |  | Phụng ân Trấn quốc công/Phụ quốc công Tấn Xương 1759 - 1788 - 1803 - 1817 - 1828 | Phụng ân Trấn quốc công/Phụ quốc công Tấn Xương 1759 - 1788 - 1803 - 1817 - 1828 | Phụng ân Trấn quốc công/Phụ quốc công Tấn Xương 1759 - 1788 - 1803 - 1817 - 1828 | Phụng ân Trấn quốc công/Phụ quốc công Tấn Xương 1759 - 1788 - 1803 - 1817 - 1828 | Phụng ân Trấn quốc công/Phụ quốc công Tấn Xương 1759 - 1788 - 1803 - 1817 - 1828 | Phụng ân Trấn quốc công/Phụ quốc công Tấn Xương 1759 - 1788 - 1803 - 1817 - 1828 |                                                                      |  |  |  |  |  | Dĩ cách Phụng ân Phụ quốc công Tấn Long 1761 - 1803 - 1817 - 1819 | Dĩ cách Phụng ân Phụ quốc công Tấn Long 1761 - 1803 - 1817 - 1819 | Dĩ cách Phụng ân Phụ quốc công Tấn Long 1761 - 1803 - 1817 - 1819 | Dĩ cách Phụng ân Phụ quốc công Tấn Long 1761 - 1803 - 1817 - 1819 | Dĩ cách Phụng ân Phụ quốc công Tấn Long 1761 - 1803 - 1817 - 1819 | Dĩ cách Phụng ân Phụ quốc công Tấn Long 1761 - 1803 - 1817 - 1819 |  |  |  |  |  |  |  |  |  |  |  |  |  |  |  |  |
|  |  |  |  |  |  |  |  |  |  | Phụng ân Trấn quốc công/Phụ quốc công Tấn Xương 1759 - 1788 - 1803 - 1817 - 1828 | Phụng ân Trấn quốc công/Phụ quốc công Tấn Xương 1759 - 1788 - 1803 - 1817 - 1828 | Phụng ân Trấn quốc công/Phụ quốc công Tấn Xương 1759 - 1788 - 1803 - 1817 - 1828 | Phụng ân Trấn quốc công/Phụ quốc công Tấn Xương 1759 - 1788 - 1803 - 1817 - 1828 | Phụng ân Trấn quốc công/Phụ quốc công Tấn Xương 1759 - 1788 - 1803 - 1817 - 1828 | Phụng ân Trấn quốc công/Phụ quốc công Tấn Xương 1759 - 1788 - 1803 - 1817 - 1828 |                                                                      |  |  |  |  |  | Dĩ cách Phụng ân Phụ quốc công Tấn Long 1761 - 1803 - 1817 - 1819 | Dĩ cách Phụng ân Phụ quốc công Tấn Long 1761 - 1803 - 1817 - 1819 | Dĩ cách Phụng ân Phụ quốc công Tấn Long 1761 - 1803 - 1817 - 1819 | Dĩ cách Phụng ân Phụ quốc công Tấn Long 1761 - 1803 - 1817 - 1819 | Dĩ cách Phụng ân Phụ quốc công Tấn Long 1761 - 1803 - 1817 - 1819 | Dĩ cách Phụng ân Phụ quốc công Tấn Long 1761 - 1803 - 1817 - 1819 |  |  |  |  |  |  |  |  |  |  |  |  |  |  |  |  |
|  |  |  |  |  |  |  |  |  |  |                                                                                  |                                                                                  |                                                                                  |                                                                                  |                                                                                  |                                                                                  |                                                                      |  |  |  |  |  |                                                                   |                                                                   |                                                                   |                                                                   |                                                                   |                                                                   |  |  |  |  |  |  |  |  |  |  |  |  |  |  |  |  |
|  |  |  |  |  |  |  |  |  |  |                                                                                  |                                                                                  |                                                                                  |                                                                                  |                                                                                  |                                                                                  | Bất nhập Bát phân Trấn quốc công Tường Lâm 1791 - 1828 - 1834 - 1848 |  |  |  |  |  |                                                                   |                                                                   |                                                                   |                                                                   |                                                                   |                                                                   |  |  |  |  |  |  |  |  |  |  |  |  |  |  |  |  |
|  |  |  |  |  |  |  |  |  |  |                                                                                  |                                                                                  |                                                                                  |                                                                                  |                                                                                  |                                                                                  |                                                                      |  |  |  |  |  |                                                                   |                                                                   |                                                                   |                                                                   |                                                                   |                                                                   |  |  |  |  |  |  |  |  |  |  |  |  |  |  |  |  |
|  |  |  |  |  |  |  |  |  |  |                                                                                  |                                                                                  |                                                                                  |                                                                                  |                                                                                  |                                                                                  | Bất nhập Bát phân Trấn quốc công Thừa Hi 1832 - 1834 - 1891          |  |  |  |  |  |                                                                   |                                                                   |                                                                   |                                                                   |                                                                   |                                                                   |  |  |  |  |  |  |  |  |  |  |  |  |  |  |  |  |
|  |  |  |  |  |  |  |  |  |  |                                                                                  |                                                                                  |                                                                                  |                                                                                  |                                                                                  |                                                                                  |                                                                      |  |  |  |  |  |                                                                   |                                                                   |                                                                   |                                                                   |                                                                   |                                                                   |  |  |  |  |  |  |  |  |  |  |  |  |  |  |  |  |
|  |  |  |  |  |  |  |  |  |  |                                                                                  |                                                                                  |                                                                                  |                                                                                  |                                                                                  |                                                                                  | Bất nhập Bát phân Trấn quốc công Sùng Lược 1850 - 1892 - 1894        |  |  |  |  |  |                                                                   |                                                                   |                                                                   |                                                                   |                                                                   |                                                                   |  |  |  |  |  |  |  |  |  |  |  |  |  |  |  |  |
|  |  |  |  |  |  |  |  |  |  |                                                                                  |                                                                                  |                                                                                  |                                                                                  |                                                                                  |                                                                                  |                                                                      |  |  |  |  |  |                                                                   |                                                                   |                                                                   |                                                                   |                                                                   |                                                                   |  |  |  |  |  |  |  |  |  |  |  |  |  |  |  |  |
|  |  |  |  |  |  |  |  |  |  |                                                                                  |                                                                                  |                                                                                  |                                                                                  |                                                                                  |                                                                                  |                                                                      |  |  |  |  |  |                                                                   |                                                                   |                                                                   |                                                                   |                                                                   |                                                                   |  |  |  |  |  |  |  |  |  |  |  |  |  |  |  |  |
|  |  |  |  |  |  |  |  |  |  | Bất nhập Bát phân Trấn quốc công Đức Ấm 1868 - 1894 - 1895                       | Bất nhập Bát phân Trấn quốc công Đức Ấm 1868 - 1894 - 1895                       | Bất nhập Bát phân Trấn quốc công Đức Ấm 1868 - 1894 - 1895                       | Bất nhập Bát phân Trấn quốc công Đức Ấm 1868 - 1894 - 1895                       | Bất nhập Bát phân Trấn quốc công Đức Ấm 1868 - 1894 - 1895                       | Bất nhập Bát phân Trấn quốc công Đức Ấm 1868 - 1894 - 1895                       |                                                                      |  |  |  |  |  | Bất nhập Bát phân Trấn quốc công Đức Mậu 1882 - 1895 - ?          | Bất nhập Bát phân Trấn quốc công Đức Mậu 1882 - 1895 - ?          | Bất nhập Bát phân Trấn quốc công Đức Mậu 1882 - 1895 - ?          | Bất nhập Bát phân Trấn quốc công Đức Mậu 1882 - 1895 - ?          | Bất nhập Bát phân Trấn quốc công Đức Mậu 1882 - 1895 - ?          | Bất nhập Bát phân Trấn quốc công Đức Mậu 1882 - 1895 - ?          |  |  |  |  |  |  |  |  |  |  |  |  |  |  |  |  |
|  |  |  |  |  |  |  |  |  |  | Bất nhập Bát phân Trấn quốc công Đức Ấm 1868 - 1894 - 1895                       | Bất nhập Bát phân Trấn quốc công Đức Ấm 1868 - 1894 - 1895                       | Bất nhập Bát phân Trấn quốc công Đức Ấm 1868 - 1894 - 1895                       | Bất nhập Bát phân Trấn quốc công Đức Ấm 1868 - 1894 - 1895                       | Bất nhập Bát phân Trấn quốc công Đức Ấm 1868 - 1894 - 1895                       | Bất nhập Bát phân Trấn quốc công Đức Ấm 1868 - 1894 - 1895                       |                                                                      |  |  |  |  |  | Bất nhập Bát phân Trấn quốc công Đức Mậu 1882 - 1895 - ?          | Bất nhập Bát phân Trấn quốc công Đức Mậu 1882 - 1895 - ?          | Bất nhập Bát phân Trấn quốc công Đức Mậu 1882 - 1895 - ?          | Bất nhập Bát phân Trấn quốc công Đức Mậu 1882 - 1895 - ?          | Bất nhập Bát phân Trấn quốc công Đức Mậu 1882 - 1895 - ?          | Bất nhập Bát phân Trấn quốc công Đức Mậu 1882 - 1895 - ?          |  |  |  |  |  |  |  |  |  |  |  |  |  |  |  |  |
|  |  |  |  |  |  |  |  |  |  |                                                                                  |                                                                                  |                                                                                  |                                                                                  |                                                                                  |                                                                                  |                                                                      |  |  |  |  |  |                                                                   |                                                                   |                                                                   |                                                                   |                                                                   |                                                                   |  |  |  |  |  |  |  |  |  |  |  |  |  |  |  |  |
|  |  |  |  |  |  |  |  |  |  |                                                                                  |                                                                                  |                                                                                  |                                                                                  |                                                                                  |                                                                                  | Chấn Cương 1920 - ?                                                  |  |  |  |  |  |                                                                   |                                                                   |                                                                   |                                                                   |                                                                   |                                                                   |  |  |  |  |  |  |  |  |  |  |  |  |  |  |  |  |

## Cung Thân vương (Dịch Hân)
1. Cung Trung Thân vương Dịch Hân (奕訢)
1838 - 1861 - 1898
2. Cung Hiền Thân vương Phổ Vĩ (溥伟)
1880 - 1898 - 1936
3. Cung Thân vương Dục Giang (毓嶦)
1923 - 1936 - 1945 - 2016

### Tái Trừng chi hệ
- 1860 - 1885: Quận vương hàm Quả Mẫn Bối lặc Tái Trừng (載澂) - con trai trưởng của Dịch Hân. Sơ phong Phụng ân Phụ quốc công (奉恩輔國公), năm 1868 thăng Bối lặc (貝勒), năm 1872 thêm hàm Quận vương (郡王).
- 1896 - 1898: Bối lặc Phổ Vĩ (溥偉) - con thừa tự của Tái Trừng. Năm 1898 tập tước Cung Thân vương (恭親王).

### Tái Huỳnh chi hệ
- 1864 - 1868, 1900 - 1909: Dĩ cách Quận vương hàm Bối lặc Tái Huỳnh (載瀅) - con trai thứ hai của Dịch Hân. Sơ phong Bất nhập Bát phân Trấn quốc công (不入八分鎮國公), năm 1868 được cho làm con thừa tự của Dịch Cáp (奕詥) và thăng Bối lặc (貝勒), năm 1900 bị cách tước quy tông.

### Tái Tuấn chi hệ
- 1864 - 1866: Phụng ân Phụ quốc công Tái Tuấn (載濬) - con trai thứ ba của Dịch Hân. Vô tự.

### Tái Hoàng chi hệ
- 1881 - 1885: Bất nhập Bát phân Phụ quốc công Tái Hoàng (載潢) - con trai thứ tư của Dịch Hân. Vô tự.

## Phả hệ Cung Thân vương (Dịch Hân)
|                                       |                                       |                                       |                                       |                                       |                                       |  |  |                                                   |  |  |  |  |  |  |  |                                                     |                                       | Quá kế                                |                                       |                                       |                                       |  |  |  |  |  |  |  |  |  |  |  |  |  |  |  |  |  |  |  |  |
|                                       |                                       |                                       |                                       |                                       |                                       |  |  | Cung Trung Thân vương Dịch Hân 1833 - 1850 - 1898 |  |  |  |  |  |  |  |                                                     |                                       |                                       |                                       |                                       |                                       |  |  |  |  |  |  |  |  |  |  |  |  |  |  |  |  |  |  |  |  |
|                                       |                                       |                                       |                                       |                                       |                                       |  |  |                                                   |  |  |  |  |  |  |  |                                                     |                                       |                                       |                                       |                                       |                                       |  |  |  |  |  |  |  |  |  |  |  |  |  |  |  |  |  |  |  |  |
|                                       |                                       |                                       |                                       |                                       |                                       |  |  |                                                   |  |  |  |  |  |  |  |                                                     |                                       |                                       |                                       |                                       |                                       |  |  |  |  |  |  |  |  |  |  |  |  |  |  |  |  |  |  |  |  |
| Quả Mẫn Bối lặc Tái Trừng 1858 - 1885 | Quả Mẫn Bối lặc Tái Trừng 1858 - 1885 | Quả Mẫn Bối lặc Tái Trừng 1858 - 1885 | Quả Mẫn Bối lặc Tái Trừng 1858 - 1885 | Quả Mẫn Bối lặc Tái Trừng 1858 - 1885 | Quả Mẫn Bối lặc Tái Trừng 1858 - 1885 |  |  |                                                   |  |  |  |  |  |  |  | Dĩ cách Bối lặc Tái Huỳnh 1861 - 1909               | Dĩ cách Bối lặc Tái Huỳnh 1861 - 1909 | Dĩ cách Bối lặc Tái Huỳnh 1861 - 1909 | Dĩ cách Bối lặc Tái Huỳnh 1861 - 1909 | Dĩ cách Bối lặc Tái Huỳnh 1861 - 1909 | Dĩ cách Bối lặc Tái Huỳnh 1861 - 1909 |  |  |  |  |  |  |  |  |  |  |  |  |  |  |  |  |  |  |  |  |
| Quả Mẫn Bối lặc Tái Trừng 1858 - 1885 | Quả Mẫn Bối lặc Tái Trừng 1858 - 1885 | Quả Mẫn Bối lặc Tái Trừng 1858 - 1885 | Quả Mẫn Bối lặc Tái Trừng 1858 - 1885 | Quả Mẫn Bối lặc Tái Trừng 1858 - 1885 | Quả Mẫn Bối lặc Tái Trừng 1858 - 1885 |  |  |                                                   |  |  |  |  |  |  |  | Dĩ cách Bối lặc Tái Huỳnh 1861 - 1909               | Dĩ cách Bối lặc Tái Huỳnh 1861 - 1909 | Dĩ cách Bối lặc Tái Huỳnh 1861 - 1909 | Dĩ cách Bối lặc Tái Huỳnh 1861 - 1909 | Dĩ cách Bối lặc Tái Huỳnh 1861 - 1909 | Dĩ cách Bối lặc Tái Huỳnh 1861 - 1909 |  |  |  |  |  |  |  |  |  |  |  |  |  |  |  |  |  |  |  |  |
|                                       |                                       |                                       |                                       |                                       |                                       |  |  |                                                   |  |  |  |  |  |  |  |                                                     |                                       |                                       |                                       |                                       |                                       |  |  |  |  |  |  |  |  |  |  |  |  |  |  |  |  |  |  |  |  |
|                                       |                                       |                                       |                                       |                                       |                                       |  |  |                                                   |  |  |  |  |  |  |  | Cung Hiền Thân vương Phổ Vĩ 1880 - 1898 - 1936      |                                       |                                       |                                       |                                       |                                       |  |  |  |  |  |  |  |  |  |  |  |  |  |  |  |  |  |  |  |  |
|                                       |                                       |                                       |                                       |                                       |                                       |  |  |                                                   |  |  |  |  |  |  |  |                                                     |                                       |                                       |                                       |                                       |                                       |  |  |  |  |  |  |  |  |  |  |  |  |  |  |  |  |  |  |  |  |
|                                       |                                       |                                       |                                       |                                       |                                       |  |  |                                                   |  |  |  |  |  |  |  | Cung Thân vương Dục Giang 1923 - 1936 - 1945 - 2016 |                                       |                                       |                                       |                                       |                                       |  |  |  |  |  |  |  |  |  |  |  |  |  |  |  |  |  |  |  |  |